# Darinka Petrović

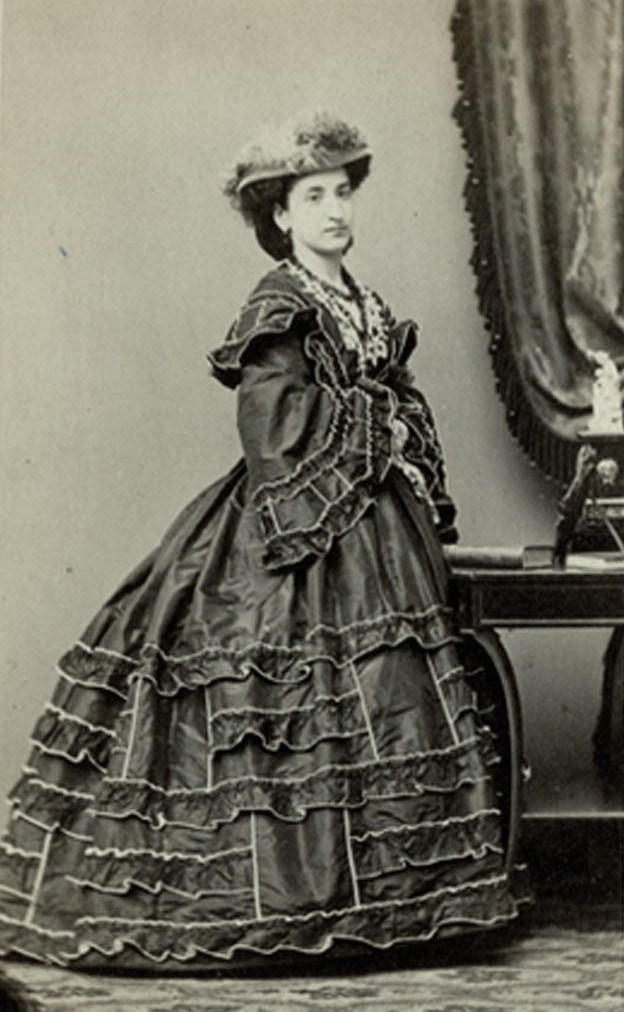
Darinka Kvekich

Darinka Petrović, född den 19 december 1838 i Trieste, död  den 2 februari 1892 i Venedig, var en furstinna av Montenegro, gift med Danilo I.

## Biografi
Darinka var dotter till den rika serbiska köpmannen Marko Kvekić och Jelisaveta Mirković i Trieste. Hon fick en påkostad fransk-aristokratisk bildning och talade flera språk. Hennes far var en inflytelserik bankir som bland annat skötte transaktionerna av ryskt bistånd till Montenegro. 
Hon gifte sig med Danilo I 12 januari 1855 i Njeguši, efter att han hade transformerat teokratin Montenegro till en monarki övergett titeln furstbiskop för titeln furste, vilket gjorde Darinka till den första furstinnan av Montenegro. Danilo hade ursprungligen tänkt gifta sig med prins Alexander Karađorđevićs dotter Cleopatra, men förhandlingarna drog ut på tiden, och Danilo blev förälskad i Darinka då han mötte henne på en affärsmiddag i Trieste. Paret fick ett barn; dottern Olga, född 1859.  

### Furstinna
Darinka Petrović beskrivs som vacker, intelligent och förfinad Hon var en kontroversiell figur i montenegrinsk historia. Som furstinna för Montenegros första hov i Cetinje introducerade hon många västerländska sedvänjor i det tidigare traditionella samhället, som länge varit isolerat från övriga Europa under det Osmanska rikets tid. 
Hon förde med sig ett västeuropeiskt möblemang till fursteresidenset från Trieste, tog med sig en västeuropeisk tjänarstab som gjorde att hon kunde skapa ett västeuropeiskt hovliv, klädde sig i franskt mode och talade enbart franska, även med Danilo. I Montenegros lilla huvudstad hade man tidigare inte haft vare sig ett hov eller något sällskapsliv av det slag som förekom i Västeuropa, men Darinka skapade ett hovliv arrangerat som ett sällskapsliv inom den franska överklassen, där hon lät spela fransk musik, serverade gästerna förfriskningar och lät dem danska vals medan hon underhöll dem med pianospel: det var ett typiskt sällskapsliv som det såg ut i den franska societeten, men något helt nytt i Montenegro. Hon introducerade en mängd småsaker som var okända i Montenegro: hon ska bland annat ha fört dit det första paraplyet. 
Hennes stil beundrades i Montenegro där hon ansågs föra med sig en internationell elegans och representativ glamour, men den var också kontroversiell och provocerande och utgjorde en tyngd på den lilla statens blygsamma kassa, och hon kallades fåfäng och extravagant. 
Furst Danilo ska ha älskat henne och rådfrågade henne i statens affärer då han respekterade hennes diplomatiska fråga, och som frankofil hölls hon under uppsikt av ryssarna, som gav stora bistånd till Montenegro.  Danilo ska ha visat svartsjuka mot de män hon lät sig uppvaktas av och flirtade med på det sätt som ansågs normalt i västeuropeiskt sällskapsliv, och det förekom skvaller om att Danilo hade dräpt en och annan av hennes älskare. En av de män som påstods vara hennes älskare var Savo Đurašković, som också var Danilos vän. 

### Senare liv
Den 13 augusti 1860 mördades furst Danilo i i Kotor efter en klankonflikt, och efterträddes av sin brorson Nikola I av Montenegro. Dsrinka blev änka vid 21 års ålder med en ett år gammal dotter, Olga. 
Darinka Petrović hade en god relation med Nikola och stannade initialt i landet. Nikolas hustru Milena Vukotić ska ha haft svårt att hävda sig mot Darinka, och stod i dennas skugga, särskilt som hon bodde hos sina svärföräldrar och i vilket fall som helst hade en tillbakadragen ställning. När Darinka slutligen lämnade Montenegro blev livet i Cetinje genast mer traditionellt. 
Darinka återvände 1862, mitt under det turkisk-montenegrinska kriget. Hon deltog aktivt i fredsförhandlingarna. Hon lät påbörja byggandet av ett eget palats i Cetinje, som Nikola lät betala ur statskassan, något som tilldrog sig stort missnöje. Det uppstod också ett missnöje med att Darinka helt överskuggade landets nya furstinna, Milena Vukotić, och öppet uttalade sin ringaktning för denna.
Det spekulerades i samtiden att Nikola och Darinka hade ett förhållande på grund av deras nära relation, och Serbiens ambassadör skrev i sin rapport vid denna tid att relationen mellan de två "passerade gränsen för vänskap"; det är okänt om detta stämde, men ryktena uppkom på grund av det faktum att Nikola tillät henne att få både inflytande över politiken och tillgång till statskassan och försummade sin hustru för att umgås med Darinka.
Darinkas relation till Nikola försämrades i takt med att Milena Vukotić började föda barn (det första 1864), samtidigt som Darinkas krav växte, och 1867 såg hon sig tvungen att lämna Montenegro med sin dotter. Hon bosatte sig i Venedig med sin dotter, och tilläts efter detta aldrig mer att återvända till Montenegro.